# Mahomet (Illinois)
Mahomet è un villaggio degli Stati Uniti d'America, situato nello Stato dell'Illinois, nella contea di Champaign.